# Heibreen
Der Heibreen ist ein Gletscher im ostantarktischen Königin-Maud-Land. Er fließt in nordwestlicher Richtung zwischen den Gebirgszügen Hamrane und Robinheia in der Sverdrupfjella.
Erste Luftaufnahmen entstanden bei der Deutschen Antarktischen Expedition (1938–1939). Norwegische Kartografen kartierten den Gletscher anhand von Luftaufnahmen der Norwegisch-Britisch-Schwedischen Antarktisexpedition (NBSAE, 1949–1952) und der Dritten Norwegischen Antarktisexpedition (1956–1960). Sein deskriptiver norwegischer Name bedeutet so viel wie „Hochlandgletscher“.